# 칠성면
칠성면(七星面)은 대한민국 충청북도 괴산군에 설치된 면이다.

## 개요
칠성면은 괴산군의 중앙부에 위치하고 군소재지로부터 8 km 지점에 있다. 남쪽으로는 해발 948m의 군자산과 비학산의 경치가 아름다워 소금강이라 일컫는 쌍곡계곡이 있으며, 동쪽은 연풍면, 서쪽은 괴산읍과 문광면, 남쪽은 청천면, 북쪽은 감물면과 장연면을 접경하고 있다. 경제 작물이 많은 중간산 마을로 고추, 인삼, 절임배추, 송이버섯 채취 등으로 소득을 얻고 있다.

## 법정리
- 갈읍리
- 도정리
- 두천리
- 비도리
- 사은리
- 사평리
- 송동리
- 쌍곡리
- 외사리
- 율원리
- 율지리
- 태성리